# 112-й гвардейский стрелковый полк
112-й гвардейский стрелковый Люблинский Краснознамённый орденов Суворова и Кутузова полк

(сокр. 112 гв. сп) — воинское формирование РККА и Вооружённых Сил СССР, принимавшее участие в Великой Отечественной войне в составе 39-й гвардейской стрелковой Барвенковской ордена Ленина дважды Краснознамённой орденов Суворова и Богдана Хмельницкого дивизии (1942—1965). Дислокация г. Заальфельд (1945—1949), г. Плауэн (1949—1991), ГДР, Германия.

## История создания
Часть сформирована на базе 7-й воздушно-десантной бригады 5-го воздушно-десантного корпуса. Приказом Ставки ВГК от 2 августа 1942 года 5-й парашютно-десантный корпус преобразован в 39-ю гвардейскую стрелковую дивизию, а входящая в его состав 7-я воздушно-десантная бригада преобразована в 112-й гвардейский стрелковый полк.

## Участие в Великой Отечественной войне
112-й гвардейский стрелковый полк участвовал в Сталинградской битве.

В ночь на 1 октября 1942 года началась переброска 39-й гвардейской дивизии в Сталинград. Начальник штаба 62-й армии генерал-майор Н. И. Крылов писал:

« В ту ночь …. смог переправиться только один полк — 112-й гвардейский. Переправа обошлась без потерь, что было уже редкой удачей.

С командиром 112-го гвардейского подполковником В. А. Лещининым у меня была возможность поговорить …..без особой спешки. Из этого разговора я составил и первоначальное представление о всей дивизии.

39-я гвардейская приходилась родной сестрой 33-й и 35-й дивизиям: её также сформировали из воздушнодесантников. Переброшенная на сталинградское направление из-под Москвы ещё в августе, она сражалась в составе 1-й гвардейской армии на Дону, а затем между Доном и Волгой и была выведена из боёв севернее Сталинграда всего два дня назад. Дивизия дралась там не плохо, за последние недели уничтожила десятки фашистских танков. Но и сама потеряла немало людей — в ротах было по 40-50 штыков. Как затем выяснилось, в трёх её стрелковых полках и артиллерийском насчитывалось вместе с пульбатом и сапёрами 3800 человек.

В ходе боёв дивизия получала обычное маршевое пополнение, и десантники составляли теперь в батальонах и ротах, как выразился Лещинин, „ большую или меньшую, но только прослойку“. Однако, по его же словам, эта прослойка продолжала определять боевые возможности подразделений.

Подполковник был патриотом воздушно-десантных войск и гордился тем, что их питомцы держали марку и в пехоте. Про свой полк он сказал:

— Можно посылать куда угодно. Люди подготовлены воевать не только полком, но и мелкими группами.»
— Маршал Советского Союза Крылов Н.И. Сталинградский рубеж. -  М.: Воениздат, 1984 - С.192-193.
О боях в Сталинграде на заводе «Красный Октябрь» в конце октября 1942 года командир 112 гвардейского стрелкового полка Владимир Андреевич Лещинин рассказывал:

 « - Перед КПП второго и третьего батальонов мы насчитали по сорок - пятьдесят трупов фашистских солдат. Прорывались сюда и танки. Но и с танками справлялись, подрывали их. Отбившись,  комбаты  первым делом принимались выяснять, что стало с передним краем, где он теперь.  А он – там, где и был, все роты выстояли.  »
— Маршал Советского Союза Н.И.Крылов   Сталинградский рубеж.  -  М.: Воениздат, 1984 – С.265.
В октябрьских боях у завода «Красный Октябрь» принимал участие сын полка Миша Протасов. В одном из боёв, когда на позиции 1 стрелкового батальона противником была брошена пехота при поддержке 10 танков, он противотанковой гранатой подбил один танк, а затем, бутылкой с горючей смесью — второй. В этом бою он был тяжело ранен, но был спасён.

В декабре 1942 года в составе полка сражалась 67 отдельная штрафная рота.

Освобождение Левобережной и Правобережной Украины, (Харьковская операция, Одесская операция), участие в Изюм-Барвенковской наступательной операции, в Люблин — Брестской, Варшавско-Познанской и Берлинской наступательных операциях — это этапы боевого пути полка.
Мужество и героизм воинов 112-го гвардейского стрелкового полка навсегда вписано в историю Великой Отечественной войны.
Периоды вхождения в состав Действующей армии:
- 12.08.1942 — 05.02.1943;
- 20.03.1943 — 07.06.1944;
- 15.06.1944 — 09.05.1945.

Боевой путь 112-й гвардейский стрелковый полк закончил 9 мая 1945 года в Берлине.

## Награды и почётные наименования
| Награда (наименование)             | Дата                | Кем и за что награждён. Дата и номер указа (приказа) |
| ---------------------------------- | ------------------- | --- |
| Почётное звание «Гвардейский»      | 2 августа 1942 года | Приказом Ставки ВГК от 2 августа 1942 года 5-й парашютно-десантный корпус преобразован в 39-ю гвардейскую стрелковую дивизию, а входящая в его состав 7-я воздушно-десантная бригада преобразована в 112-й гвардейский стрелковый полк. |
| Почётное наименование «Люблинский» | 9 августа 1944 г.   | Почётное наименование присвоено в ознаменование одержанной победы и за отличие в боях при овладении городом Люблин (Польша). Приказ Верховного Главнокомандующего от 9.08.1944 г. № 0249. |
| Орден Кутузова III степени         | 19 февраля 1945 г.  | За образцовое выполнение боевых заданий командования в боях с немецкими захватчиками, за овладение городами Влоцлавек,Бжесьць-Куявски,Коло (Польша) и проявленные при этом доблесть и мужество. Указ Президиума Верховного Совета СССР от 19 февраля 1945 года (объявлен приказом Заместителя НКО СССР от 28 июня 1945 года № 0116) Орден Кутузова III степени № 1969. |
| Орден Красного Знамени             | 5 апреля 1945 г.    | За образцовое выполнение боевых заданий командования в боях с немецкими захватчиками при овладении городом и крепостью Познань и проявленные при этом доблесть и мужество. Указ Президиума Верховного Совета СССР от 5 апреля 1945 г.(объявлен приказом Заместителя НКО СССР от 21 мая 1945 года № 092) Орден Красного Знамени № 289704.                               |
| Орден Суворова III степени         | 11 июня 1945 г.     | За образцовое выполнение боевых заданий командования в боях с немецкими захватчиками при овладении столицей Германии городом Берлин и проявленные при этом доблесть и мужество. Указ Президиума Верховного Совета СССР от 11 июня 1945 года.(объявлен приказом Заместителя НКО СССР от 28 июня 1945 года № 0125) Орден Суворова III степени № 10960.                   |

## Отличившиеся воины полка
За годы Великой Отечественной войны 2 воина полка были удостоены звания Героя Советского Союза, 3 воина стали кавалерами ордена Славы трёх степеней.
Произведено награждений орденами СССР:
- орден Ленина — 4
- орден Красного Знамени — 135
- орден Суворова III степени — 3
- орден Кутузова III степени — 1
- орден Богдана Хмельницкого III степени — 18
- орден Александра Невского — 35
- орден Отечественной войны I степени — 86
- орден Отечественной войны II степени — 262
- орден Красной Звезды — 423
- орден Славы I степени — 3
- орден Славы II степени- 75
- орден Славы III степени — 528
- медаль За отвагу — 1168
- медаль За боевые заслуги — 290

Тысячи офицеров, сержантов и солдат награждены медалями "За оборону Сталинграда","За взятие Берлина", «За победу над Германией в Великой Отечественной войне 1941—1945 гг.»

### Герои Советского Союза
| № | Фото | Фамилия Имя Отчество годы жизни                    | Должность                | Звание  | Дата Указа | Обстоятельства подвига                                                  |
| - | ---- | -------------------------------------------------- | ------------------------ | ------- | ---------- | ----------------------------------------------------------------------- |
| 1 |      | Гришин Иван Александрович (21.7.1918 — 13.12.2006) | командир пулемётной роты | гвардии | 31.5.1945  | За мужество, отвагу и героизм, проявленные при форсировании реки Шпрее. |
| 2 |      | Штриголь Виктор Михайлович (2.10.1905 — 3.1.1964)  | командир полка           | гвардии | 19.3.1944  | За мужество и героизм, проявленные при форсировании Днепра.             |

Материал составлен на основе: « Герои Советского Союза. Краткий биографический словарь в двух томах» — М.: Воениздат, 1987 и данных сайтов: «Подвиг народа»[https://www.webcitation.org/69VwzgQq2?url=http://www.podvignaroda.mil.ru/%5d и «Герои страны»
| - Ананьев Николай Алексеевич, гв.мл.сержант, командир отделения 1 сб. Награждён орденом Красного Знамени. Приказ ВС 8 гв.А № 624/н от 15.05.1945 г. - Асяев Алексей Филиппович, гвардии сержант, командир пулемётного расчёта 3 стрелкового батальона. Награждён орденом Красного Знамени. Приказ ВС 8 гв.А № 752/н от 16.06.1945 г. - Бондаренко Николай Иосифович, гвардии старший сержант, помощник командира взвода автоматчиков. Награждён орденом Красного Знамени. Приказ ВС 8 гв.А № 667/н от 28.05.1945 г. - Буланова Татьяна Григорьевна, гвардии рядовая, санитарный инструктор стрелковой роты 1 стрелкового батальона. Награждена орденом Отечественной войны 1 степени ( посмертно). Приказ ВС 8 гв.А № 723/н от 11.06.1945 г. - Ващенко Владимир Михайлович, гвардии красноармеец, автоматчик. Награждён орденом Красного Знамени.Приказ ВС 8 гв.А № 722/н от 11 июля 1945 г. - Гордиенко Иван Карпович, гвардии капитан, командир стрелкового батальона. Награждён орденом Суворова III степени (Приказ Военного совета Группы советских оккупационных войск в Германии № 2/н от 2 июля 1945 г.) - Кокоткин Александр Трофимович, гвардии старший сержант, командир стрелкового отделения. Награждён орденом Красного Замени. Приказ ВС 8 гв.А № 753/н от 16 июня 1945 г. - Лобан Михаил Григорьевич, гвардии рядовой, автоматчик.Награждён орденом Красного Замени. Приказ ВС 8 гв.А № 667/н от 28.05.1945 г. - Маленко Семён Борисович, гвардии старший сержант, командир пулемётного расчёта.Награждён орд.Красного Знамени.Приказ ВС 8 гв.А № 722/н от 11 июля 1945 г. - Мешков Виктор Николаевич, гвардии старший сержант, помощник командира стрелкового взвода. Награждён орденом Красного Замени. Приказ ВС 8 гв.А № 752/н от 16.06.1945 г. | - Михайлов Владимир Иванович, гвардии младший сержант, командир отделения. Награждён орденом Славы II степени.Приказ ВС 8 гв.А № 752/н от 16.06.1945 г. - Назаренко Иван Арсетьевич, гвардии младший сержант, стрелок. Награждён орденом Красного Замени. Приказ ВС 8 гв.А № 752/н от 16.06.1945 г. - Ободов Николай Петрович, гвардии рядовой, автоматчик 1 стрелкового батальона. Награждён орденом Славы 3 степени. Приказ ВС 8 гв.А № 722/н от 11.07.1945 г. - Пацуков Алексей Тимофеевич, гвардии старший лейтенант, командир роты автоматчиков 1 стрелкового батальона. Награждён орденом Красного Замени. Приказ ВС 8 гв.А № 752/н от 16.06.1945 г. - Полежаев Николай Павлович,гвардии младший лейтенант, комсомольский организатор стрелкового батальона. Награждён орденом Красного Замени. Приказ ВС 8 гв.А № 752/н от 16.06.1945 г. - Стасюк Сергей Иванович, гвардии рядовой, сапёр. Награждён орденом Красного Знамени. Приказ Военного совета 8 гв.А № 679/н от 31 мая 1945 г. - Сухозадов Роман Иванович, гвардии ефрейтор, наводчик станкового пулемёта 3 стрелкового батальона. Награждён орденом Славы III степени. Приказ ВС 8 гв.А № 752/н от 16.06.1945 г. - Фандеев Григорий Фёдорович, гвардии старший сержант, разведчик. Награждён орденом Красного Знамени. Приказ ВС 8 гв.А № 220/н от 6.05.1944 г. - Фрышко Василий Христофорович, гвардии капитан, командир стрелкового батальона. Награждён орденом Красного Знамени. Приказ ВС 8 гв.А № 703/н от 7.06.1945 г. - Чернобаев Михаил Иванович, гвардии сержант, командир стрелкового отделения 3 стрелкового батальона. Награждён орденом Красного Знамени. Приказ Военного совета 8 гв. А № 743/н от 14 июня 1945 г. |

### Полные кавалеры Ордена Славы
Указом Президиума Верховного Совета СССР от 08.11.1943 года Орденом Славы награждались солдаты, сержанты, старшины, совершившие в боях за Советскую Родину боевые подвиги и показавшие примеры храбрости, мужества и бесстрашия. Последовательное награждение от III до I степени (по примеру Ордена Святого Георгия — Георгиевского креста).
| № | Фото | Фамилия Имя Отчество годы жизни                      | Должность, подразделение              | Звание  | Даты Указов                                            | Обстоятельства подвигов |
| - | ---- | ---------------------------------------------------- | ------------------------------------- | ------- | ------------------------------------------------------ | --- |
| 1 |      | Ковнацкий Ярослав Игнатьевич (15.5.1919 — 11.9.1992) | заряжающий орудия батареи 76-мм пушек | гвардии | 31.10.1944 25.2.1945 30.6.1945 перенагражден 23.4.1975 | - за мужество и героизм, проявленные в боях под Москвой, при обороне Ленинграда и боях под Старой Руссой. - 26 января 1945 в боях за город Познань, командуя взводом, первым ворвался в расположение противника.Уничтожил 10 гитлеровцев и гранатами подавил два пулемёта противника. Был ранен, но не покинул поля боя пока не была выполнена боевая задача. - в боях за Берлин 24 апреля 1945 года в составе расчёта отбил 6 контратак противника.30 апреля 1945 года в боях в районе зоопарка уничтожил группу из 7 солдат и офицера, зашедших в тыл батареи. |
| 2 |      | Садыков Баирбек Садыкович (20.12.1920 — ????)        | командир орудия батареи 45-мм пушек   | гвардии | 08.8.1944 04.4.1945 15.5.1946                          | - 23 июля 1944 года в уличных боях в г. Люблин (Польша) уничтожил 4 пулемётные точки и около 15 гитлеровцев. Был дважды ранен, но после перевязок снова возвращался в строй. - в боях на подступах к г. Познань (Польша) и в уличных боях 1 февраля 1945 года подбил пушку, подавил 5 пулеметных точек и уничтожил свыше 10 гитлеровцев, чем способствовал успешному продвижению стрелковых подразделений. - 23 апреля 1945 года расчёт орудия, вместе со стрелковой ротой преодолел р. Шпрее (Германия) и огнём поддерживал наступление пехоты. При отражении контратаки противника артиллеристы подбили 2 штурмовых орудия, поразили 4 огневые точки и около отделения пехоты. В этом бою Баирбек Садыкович был ранен, но остался в строю. |
| 3 |      | Чертков Иван Александрович (20.9.1924 — 21.5.2009)   | командир расчёта 82-мм миномёта       | гвардии | 13.4.1945 15.5.1945 15.5.1946                          | - со своим расчётом 22—23 февраля 1945 года в боях у г. Познань (Польша) сразил свыше 10 гитлеровцев и подавил 5 пулемётных точек. - 20 апреля 1945 года при прорыве обороны противника на р. Одер близ населённого пункта Эггерсдорф (ныне Костшин, Польша) расчёт истребил и рассеял около взвода гитлеровцев, подавил 3 пулемёта и зенитную пушку. - 1—2 мая 1945 года в сражении на улицах г. Берлин из миномёта уничтожил с расчётом свыше 10 солдат, снайпера и подавил 2 пулемёта. |

См. Список полных кавалеров ордена Славы

Материал составлен на основе: « Кавалеры ордена Славы трёх степеней. Краткий биографический словарь» — М.: Военное издательство,2000 и данных сайтов «Подвиг народа», «Герои страны».
| Орден Суворова III степени: - Воробьёв Иван Павлович, гвардии старший лейтенант, заместитель командира батальона. Приказ Военного совета 1 Белорусского фронта № 371/н от 23.11.1944 г. - Гордиенко, Иван Карпович, гвардии капитан, командир стрелкового батальона. Приказ ГСОВГ № 2/н от 2.07.1945 г. - Турьев Дмитрий Павлович, гвардии капитан, начальник штаба полка. Приказ Военного совета 1 Белорусского фронта № 543/ н от 24.04.1945 г. Орден Кутузова III степени: - Черниенко Николай Степанович, гвардии старший лейтенант, заместитель командира батальона. Приказ Военного совета 1 Белорусского фронта № 371/н от 23.11.1944 г. Орден Богдана Хмельницкого III степени: - Бова Иван Кириллович, гвардии старший лейтенант, командир взвода. Приказ Военного совета 1 Белорусского фронта № 543/ н от 24.04.1945 г. - Бибоев Харитон Захарович, гвардии старший лейтенант, командир роты. Приказ Военного совета 1 Белорусского фронта № 526/н от 8 апреля 1945 г. - Быков Николай Иванович, гвардии лейтенант, командир взвода мортир. Приказ Военного совета 1 Белорусского фронта № 680/н от 30 июня 1945 г. - Винокуров Георгий Филиппович, гвардии лейтенант, заместитель командира стрелкового батальона по политической части.Приказ Военного Совета 3 Украинского фронта № 55/н от 27 мая 1944 г. - Дашкин Асхат Сулейманович, гвардии лейтенант, командир роты автоматчиков. Приказ Военного совета 1 Белорусского фронта № 371/н от 23.11.1944 г. - Дорохин Андрей Михайлович, гвардии старший лейтенант, заместитель командира батальона по строевой части. Приказ Военного совета 3 Украинского фронта № 1409 от 6 ноября 1943 г. - Еськов Дмитрий Никифорович, гвардии младший лейтенант, командир взвода. Приказ Военного совета 1 Белорусского фронта № 371/н от 23.11.1944 г. - Заболоцкий Николай Андреевич, гвардии лейтенант, командир взвода. Приказ Военного совета 1 Белорусского фронта № 526/н от 8 апреля 1945 г. - Казанский Афанасий Кириллович, гвардии лейтенант, командир взвода. Приказ Военного совета 1 Белорусского фронта № 526/н от 8 апреля 1945 г. - Мостовой Павел Николаевич, гвардии старший лейтенант, адъютант старший батальона. Приказ Военного совета 1 Белорусского фронта № 506/н от 25 марта 1945 г. - Мухин Георгий Александрович, гвардии старший лейтенант, командир миномётной роты. Приказ Военного совета 1 Белорусского фронта № 371/н от 23.11.1944 г. - Платонов Константин Николаевич, гвардии лейтенант, командир пулемётного взвода. Приказ Военного совета 1 Белорусского фронта № 371/н от 23.11.1944 г. - Рябуха Андрей Алексеевич, гвардии капитан, заместитель командира батальона по строевой части. Приказ Военного совета 3 Украинского фронта № 1409 от 6 ноября 1943 г. - Смирнов Борис Степанович, гвардии старший лейтенант, командир взвода 120-мм миномётов. Приказ Военного совета 1 Белорусского фронта № 677/н от 18 июня 1945 г. - Сычёв Андрей Петрович, гвардии капитан, командир стрелкового батальона.Приказ Военного совета 3 Украинского фронта № 1409 от 16 ноября 1943 г. - Тихонов Николай Иванович, гвардии капитан, адъютант старший батальона. Приказ Военного совета 1 Белорусского фронта № 483/н от 5 марта 1945 г. - Хаметов Исмаил Хаметович, гвардии старший лейтенант, командир взвода. Приказ Военного совета 1 Белорусского фронта № 483/н от 5 марта 1945 г. - Щелкунов Иван Николаевич, гвардии старший лейтенант, командир взвода. Приказ Военного совета 1 Белорусского фронта № 506/н от 25 марта 1945 г. Орден Александра Невского : - Бабицкий Степан Степанович, гвардии младший лейтенант, командир пулемётного взвода. Приказ ВС 8 гв. А № 410/н от 12 ноября 1944 г. - Бехтев Иван Прокофьевич, гвардии лейтенант, командир стрелкового взвода. Приказ ВС 8 гв.А № 733/н от 14.июня 1945 г. - Болдырев Василий Ефимович, гвардии лейтенант, командир взвода автоматчиков. Приказ ВС 8 гв. А № 529/н от 17 марта 1945 г. - Буров Григорий Илларионович, гвардии лейтенант, командир миномётного взвода. Приказ ВС 8 гв. А № 722/н от 11 июля 1945 г. | - Вайсерман Борис Моисеевич, гвардии капитан, командир стрелковой роты. Приказ ВС 8 гв.А № 480/н от 17 февраля 1945 г. - Возжов Владимир Петрович, гвардии лейтенант , командир пулемётного взвода. Приказ ВС 8 гв.А № 733/н от 14 июня 1945 г. - Горячев Василий Васильевич, гвардии старший лейтенант, командир 3 стрелкового батальона. Приказ ВС 62 А № 79/н от 9 января 1943 г. - Громилов Алексей Николаевич, гвардии старший лейтенант, командир роты автоматчиков. Приказ ВС 8 гв. А № 410/н от 12 ноября 1944 г. - Еськов Виктор Никифорович, гвардии старший лейтенант, командир стрелкового взвода. Приказ ВС 8 гв.А № 494/н от 25 февраля 1945 г. - Игнатченко Михаил Назарович, гвардии старший лейтенант, адъютант старший батальона. Приказ ВС 8 гв.А № 325/н от 7.09.1944 г. - Ишбулатов Зариф Салимович, гвардии старший лейтенант, командир стрелковой роты. Приказ ВС 8 гв.А № 603/н от 5 мая 1945 г. - Казанский Афанасий Кириллович, гвардии старший лейтенант, командир миномётного взвода. Приказ ВС 8 гв.А № 679/н от 31 мая 1945 г. - Камзолов Николай Александрович, гвардии младший лейтенант, командир взвода автоматчиков. Приказ ВС 8 гв.А № 787/н от 20 июля 1945 г. - Ковтюх Николай Андреевич, гвардии лейтенант, командир стрелкового взвода. Приказ ВС 8 гв. А № 722/н от 11 июля 1945 г. - Комаров Никонор Антонович, гвардии лейтенант, командир стрелковой роты. Приказ ВС 8 гв.А № 787/н от 20 июля 1945 г. - Кондрашов Михаил Семёнович, гвардии младший лейтенант, командир роты автоматчиков. Приказ ВС 8 гв.А № 787/н от 20 июля 1945 г. - Костин Пётр Васильевич, гвардии старший лейтенант, командир стрелкового батальона. Приказ ВС 8 гв.А № 220 от 6 мая 1944 г. - Крицкий Василий Емельянович, гвардии младший лейтенант, командир взвода тяжёлого пехотного оружия. Приказ ВС 8 гв.А № 679/н от 31 мая 1945 г. - Кузнецов Сергей Венедиктович ( в нагр листе Винидиктович) , гвардии старший лейтенант, командир взвода. Приказ ВС 8 гв.А № 722/н от 11 июля 1945 г. - Лиханов Пётр Перфирьевич, гвардии капитан, командир батареи 76-мм пушек. Приказ ВС 8 гв.А № 79/н от 26 апреля 1945 г. - Мухин Иван Ефимович, гвардии капитан, заместитель командира стрелкового батальона по строевой части. Приказ ВС 8 гв. А № 357/н от 26 сентября 1944 г. - Никитин Сергей Васильевич , гвардии старший лейтенант, командир огневого взвода батареи 120-мм миномётов. Приказ ВС 8 гв.А № 104/н от 22 июня 1945 г. - Пацуков Алексей Тимофеевич, гвардии лейтенант, командир взвода автоматчиков. Приказ ВС 8 гв. А № 457/н от 22 января 1945 г. - Пожарский Игорь Николаевич, гвардии ст.лейтенант, офицер разведки. Приказ ВС 8 гв.А № 325/н от 7.09.1944 г. - Присекин Николай Андреевич, гвардии старший лейтенант, командир стрелкового батальона. Приказ ВС 8 гв. А № 357/н от 26 сентября 1944 г. - Пронин Иван Иванович, гвардии старший лейтенант, командир стрелковой роты. Приказ ВС 8 гв. А № 465/н от 31 января 1945 г. - Прусак Борис Лаврентьевич, гвардии младший лейтенант, командир стрелкового взвода. Приказ ВС 8 гв.А № 480/н от 17 февраля 1945 г. - Пухов Иван Александрович, гвардии старший лейтенант, командир миномётной роты. Приказ ВС 8 гв. А № 529/н от 17 марта 1945 г. - Родионов Константин Иванович, гвардии старший лейтенант, командир пулемётной роты. Приказ ВС 8 гв. А № 529/н от 17 марта 1945 г. - Сидоров Григорий Иванович, гвардии младший лейтенант, командир стрелкового взвода. Приказ ВС 8 гв. А № 703/н от 7 июня 1945 г. - Субботин Иван Дмитриевич, гвардии старший лейтенант, командир взвода пешей разведки. Приказ ВС 8 гв.А № 787/н от 20 июля 1945 г. - Харламов Василий Иванович, гвардии старший лейтенант, адъютант старший стрелкового батальона. Приказ ВС 8 гв.А № 325/н от 7.09.1944 г. - Чернявский Николай Трифонович, гвардии майор, командир полка. Приказ ВС 8 гв.А № 314/н от 3 сентября 1944 г. - Шумов Владимир Николаевич, гвардии капитан, командир миномётной роты 1 стрелкового батальона. Приказ ВС 8 гв.А № 722/н от 11 июля 1945 г. - Щелкунов Иван Николаевич, гвардии старший лейтенант, командир миномётного взвода. Приказ ВС 8 гв.А № 667/н от 28 мая 1945 г. |

Список составлен на основании данных сайта: Электронный банк документов «Подвиг народа в Великой Отечественной войне 1941—1945 гг».

## Командиры
- Легунин, гвардии майор, первый командир бригады (полка) (1942).
- Лещинин Василий Андреевич (август 1942 — февраль 1943), гвардии подполковник.
- Штриголь, Виктор Михайлович, гвардии подполковник, Герой Советского Союза (февраль 1943 — январь 1944).
- Кухаренко, гвардии майор (январь — февраль 1944).
- Заплечный Константин Максимович, гвардии майор (февраль 1944).
- Чернявский Николай Трифонович, гвардии подполковник (1944—1945)
- Галуза, гвардии подполковник (март 1946)
- Фёдоров Олег Андреевич, гвардии подполковник (1984—1986)
- Мациевский Семён Иванович, гвардии полковник (1986—1988)
- Янковский Владимир Александрович (1988—1992)

## Полк в послевоенное время
По окончании Великой Отечественной войны полк, в составе 39-й гвардейской стрелковой дивизии, входит в Группу Советских Оккупационных Войск в Германии (ГСВГ). Место дислокации полка с 1945 года по 1949 год — г. Заальфельд (Тюрингия). В 1949 году сложившаяся обстановка на границе оккупационных зон Германии усложнилась и 112-й гвардейский стрелковый полк был передислоцирован в город Плауэн.

## Переименование
- В 1957 году 112-й гвардейский стрелковый полк был переформирован в 29-й гвардейский мотострелковый полк (вч пп 38868)
- Возможно в 1965 году полк передан в состав 20-й гвардейской мотострелковой дивизии 8 гвардейской общевойсковой армии, а затем дивизия была передана в состав 1 гвардейской танковой армии.
- В 1968 году полк принимал участи в операции «Дунай» в Чехословакии.

## Расформирование
После объединения Германии в 1990-м году, с подписанием 12 сентября 1990 г. министрами иностранных дел ФРГ, ГДР, СССР, США, Франции и Великобритании «Договора об окончательном урегулировании в отношении Германии», пребывание советских войск на территории объединённой Германии — ФРГ стало определяться как временное, а планомерный вывод должен быть осуществлён по 1994 год включительно.
29-й гвардейский мотострелковый полк был выведен одним из первых с территории Германии на территорию Украины, в Одесский военный округ (учебный центр Широкий Лан, г. Николаев) в 1991 году и расформирован в 1992 году.
Боевое знамя, ордена и орденские книжки 29 гвардейского мотострелкового полка находится в Национальном музее истории Украины во Второй мировой войне (г. Киев, Украина).

## Память
Мемориальная плита на месте боев полка в августе 1944 года на Шерпенском плацдарме (Республика Молдова).